# Liste des mammifères à Guernesey
Pour des articles plus généraux, voir Liste des mammifères au Royaume-Uni et Faune à Guernesey.

Carte topographique de Guernesey.

Localisation de Guernesey en Europe.

Cette liste commentée recense la mammalofaune à Guernesey. Elle répertorie les espèces de mammifères guernesiais actuels et celles qui ont été récemment classifiées comme éteintes (à partir de l'Holocène, depuis donc 11 700 ans av. J.‑C.). Cette liste comporte 29 espèces réparties en sept ordres et treize familles, dont une est « vulnérable » et trois ont des « données insuffisantes » pour être classées (selon les critères de la liste rouge de l'UICN au niveau mondial).
Elle contient au moins sept espèces introduites sur ce territoire, qui sont plus ou moins bien acclimatées. Il peut contenir aussi dans cette liste des animaux non reconnus par la liste rouge de l'UICN (aucun mammifère ici) et ils sont classés en « non évalué » : cela étant dû notamment au manque de données et à des espèces domestiques, disparues ou éteintes avant le XVIe siècle. Il n'existe pas à Guernesey d'espèces de mammifères endémiques. Comme sous-espèce endémique, il y a par exemple Microtus arvalis sarnius.

## Statuts de la liste rouge de l'UICN
Les statuts de conservation utilisés par la liste rouge de l'UICN mondiale sont :
| (EX) | Éteint                  | Il n'y a pas le moindre doute sur le fait que le dernier spécimen recensé est mort.                                                                   |
| (EW) | Éteint à l'état sauvage | L'espèce est connue uniquement en captivité ou en tant que population naturalisée bien en dehors de son ancienne aire de répartition.                 |
| (CR) | En danger critique      | L'espèce risque prochainement de s'éteindre à l'état sauvage.                                                                                         |
| (EN) | En danger               | L'espèce fait face à un très gros risque d'extinction à l'état sauvage.                                                                               |
| (VU) | Vulnérable              | L'espèce fait face à un gros risque d'extinction à l'état sauvage.                                                                                    |
| (NT) | Quasi menacé            | L'espèce ne satisfait pas un ou plusieurs des critères prévus qui permettraient de la catégoriser, mais pourrait risquer de s'éteindre dans le futur. |
| (LC) | Préoccupation mineure   | Il n'y a pas de risque identifiable pour l'espèce. |
| (DD) | Données insuffisantes   | Il n'y a pas d'information adéquate qui permettraient de faire une évaluation des risques pour cette espèce.                                          |
| (NE) | Non évalué              | L'espèce n'a pas encore été confrontée aux critères précédents, n'est pas reconnue par l'UICN ou bien s'est éteinte avant le XVIe siècle.             |

## Ordre:Primates

### Famille:Hominidés
| Nom binominal, nom vulgaire et citation d'auteurs | Nom vulgaire anglais (langue officielle de Guernesey) | Origine et statut à Guernesey | Aire de répartition                    | Statut UICN mondial | Image         |
| ------------------------------------------------- | ----------------------------------------------------- | ----------------------------- | -------------------------------------- | ------------------- | ------------- |
| Homo sapiens (Homme moderne) Linnaeus, 1758       | Human                                                 | Allochtone,                   | Aire de répartition de l'Homme moderne | [ 3 ]               | Homme moderne |

## Ordre:Rodentiens

### Famille:Cricétidés
| Nom binominal, nom vulgaire et citation d'auteurs      | Nom vulgaire anglais (langue officielle de Guernesey) | Origine et statut à Guernesey | Aire de répartition                         | Statut UICN mondial | Image                |
| ------------------------------------------------------ | ----------------------------------------------------- | ----------------------------- | ------------------------------------------- | ------------------- | -------------------- |
| Microtus arvalis (Campagnol des champs) (Pallas, 1778) | Common vole                                           | Autochtone,                   | Aire de répartition du Campagnol des champs | [ 5 ]               | Campagnol des champs |

### Famille:Muridés
| Nom binominal, nom vulgaire et citation d'auteurs      | Nom vulgaire anglais (langue officielle de Guernesey) | Origine et statut à Guernesey | Aire de répartition                    | Statut UICN mondial | Image           |
| ------------------------------------------------------ | ----------------------------------------------------- | ----------------------------- | -------------------------------------- | ------------------- | --------------- |
| Apodemus sylvaticus (Mulot sylvestre) (Linnaeus, 1758) | Wood mouse                                            | Autochtone                    | Aire de répartition du Mulot sylvestre | [ 6 ]               | Mulot sylvestre |
| Mus musculus (Souris grise) Linnaeus, 1758             | House mouse                                           | Allochtone (Introduit),       | Aire de répartition de la Souris grise | [ 7 ]               | Souris grise    |
| Rattus norvegicus (Rat surmulot) (Berkenhout, 1769)    | Brown rat                                             | Allochtone (Introduit)        | Aire de répartition du Rat surmulot    | [ 8 ]               | Rat surmulot    |
| Rattus rattus (Rat noir) (Linnaeus, 1758)              | Black rat                                             | Allochtone (Introduit)        | Aire de répartition du Rat noir        | [ 9 ]               | Rat noir        |

## Ordre:Érinacéomorphes

### Famille:Érinacéidés
| Nom binominal, nom vulgaire et citation d'auteurs                  | Nom vulgaire anglais (langue officielle de Guernesey) | Origine et statut à Guernesey | Aire de répartition                                  | Statut UICN mondial | Image                         |
| ------------------------------------------------------------------ | ----------------------------------------------------- | ----------------------------- | ---------------------------------------------------- | ------------------- | ----------------------------- |
| Erinaceus europaeus (Hérisson d'Europe occidentale) Linnaeus, 1758 | European hedgehog                                     | Allochtone (Introduit)        | Aire de répartition du Hérisson d'Europe occidentale | [ 11 ]              | Hérisson d'Europe occidentale |

## Ordre:Soricomorphes

### Famille:Soricidés
| Nom binominal, nom vulgaire et citation d'auteurs           | Nom vulgaire anglais (langue officielle de Guernesey) | Origine et statut à Guernesey | Aire de répartition                             | Statut UICN mondial | Image                 |
| ----------------------------------------------------------- | ----------------------------------------------------- | ----------------------------- | ----------------------------------------------- | ------------------- | --------------------- |
| Crocidura russula (Crocidure musette) (Hermann, 1780)       | Greater white-toothed shrew                           | Allochtone (Introduit)        | Aire de répartition de la Crocidure musette     | [ 13 ]              | Crocidure musette     |
| Crocidura suaveolens (Crocidure des jardins) (Pallas, 1811) | Lesser white-toothed shrew                            | Allochtone (Introduit)        | Aire de répartition de la Crocidure des jardins | [ 15 ]              | Crocidure des jardins |
| Sorex coronatus (Musaraigne couronnée) Millet, 1828         | Crowned shrew                                         | Peut-être autochtone,         | Aire de répartition de la Musaraigne couronnée  | [ 16 ]              | Musaraigne couronnée  |

### Famille:Talpidés
| Nom binominal, nom vulgaire et citation d'auteurs | Nom vulgaire anglais (langue officielle de Guernesey) | Origine et statut à Guernesey | Aire de répartition                      | Statut UICN mondial | Image          |
| ------------------------------------------------- | ----------------------------------------------------- | ----------------------------- | ---------------------------------------- | ------------------- | -------------- |
| Talpa europaea (Taupe d'Europe) Linnaeus, 1758    | European mole                                         | Autochtone                    | Aire de répartition de la Taupe d'Europe | [ 17 ]              | Taupe d'Europe |

## Ordre:Chiroptères

### Famille:Vespertilionidés
| Nom binominal, nom vulgaire et citation d'auteurs                             | Nom vulgaire anglais (langue officielle de Guernesey) | Origine et statut à Guernesey | Aire de répartition                                | Statut UICN mondial | Image                    |
| ----------------------------------------------------------------------------- | ----------------------------------------------------- | ----------------------------- | -------------------------------------------------- | ------------------- | ------------------------ |
| Myotis nattereri (Murin de Natterer) (Kuhl, 1817)                             | Natterer's bat                                        | Erratique,                    | Aire de répartition du Murin de Natterer           | [ 19 ]              | Murin de Natterer        |
| Pipistrellus nathusii (Pipistrelle de Nathusius) (Keyserling & Blasius, 1839) | Nathusius' pipistrelle                                | Autochtone                    | Aire de répartition de la Pipistrelle de Nathusius | [ 20 ]              | Pipistrelle de Nathusius |
| Pipistrellus pipistrellus (Pipistrelle commune) (Schreber, 1774)              | Common pipistrelle                                    | Autochtone                    | Aire de répartition de la Pipistrelle commune      | [ 21 ]              | Pipistrelle commune      |
| Plecotus auritus (Oreillard roux) (Linnaeus, 1758)                            | Brown long-eared bat                                  | Autochtone                    | Aire de répartition de l'Oreillard roux            | [ 22 ]              | Oreillard roux           |
| Plecotus austriacus (Oreillard gris) (J. Fischer, 1829)                       | Grey long-eared bat                                   | Autochtone                    | Aire de répartition de l'Oreillard gris            | [ 23 ]              | Oreillard gris           |

## Ordre:Cétacés

### Famille:Balænoptéridés
| Nom binominal, nom vulgaire et citation d'auteurs            | Nom vulgaire anglais (langue officielle de Guernesey) | Origine et statut à Guernesey | Aire de répartition                        | Statut UICN mondial | Image            |
| ------------------------------------------------------------ | ----------------------------------------------------- | ----------------------------- | ------------------------------------------ | ------------------- | ---------------- |
| Balaenoptera acutorostrata (Baleine de Minke) Lacépède, 1804 | Common minke whale                                    | Autochtone                    | Aire de répartition de la Baleine de Minke | [ 25 ]              | Baleine de Minke |

### Famille:Delphinidés
| Nom binominal, nom vulgaire et citation d'auteurs                      | Nom vulgaire anglais (langue officielle de Guernesey) | Origine et statut à Guernesey | Aire de répartition                                 | Statut UICN mondial | Image                        |
| ---------------------------------------------------------------------- | ----------------------------------------------------- | ----------------------------- | --------------------------------------------------- | ------------------- | ---------------------------- |
| Delphinus delphis (Dauphin commun à bec court) Linnaeus, 1758          | Short-beaked common dolphin                           | Autochtone                    | Aire de répartition du Dauphin commun à bec court   | [ 27 ]              | Dauphin commun à bec court   |
| Tursiops truncatus (Grand Dauphin commun) (Montagu, 1821)              | Common bottlenose dolphin                             | Autochtone                    | Aire de répartition du Grand Dauphin commun         | [ 28 ]              | Grand Dauphin commun         |
| Globicephala melas (Globicéphale noir) (Traill, 1809)                  | Long-finned pilot whale                               | Autochtone                    | Aire de répartition du Globicéphale noir            | [ 30 ]              | Globicéphale noir            |
| Grampus griseus (Dauphin de Risso) (G. Cuvier, 1812)                   | Risso's dolphin                                       | Autochtone                    | Aire de répartition du Dauphin de Risso             | [ 31 ]              | Dauphin de Risso             |
| Orcinus orca (Orque) (Linnaeus, 1758)                                  | Killer whale                                          | Autochtone                    | Aire de répartition de l'Orque                      | [ 33 ]              | Orque                        |
| Lagenorhynchus albirostris (Lagénorhynque à rostre blanc) (Gray, 1846) | White-beaked dolphin                                  | Autochtone                    | Aire de répartition du Lagénorhynque à rostre blanc | [ 34 ]              | Lagénorhynque à rostre blanc |

### Famille:Phocœnidés
| Nom binominal, nom vulgaire et citation d'auteurs    | Nom vulgaire anglais (langue officielle de Guernesey) | Origine et statut à Guernesey | Aire de répartition                    | Statut UICN mondial | Image           |
| ---------------------------------------------------- | ----------------------------------------------------- | ----------------------------- | -------------------------------------- | ------------------- | --------------- |
| Phocoena phocoena (Marsouin commun) (Linnaeus, 1758) | Harbour porpoise                                      | Autochtone                    | Aire de répartition du Marsouin commun | [ 35 ]              | Marsouin commun |

### Famille:Physétéridés
| Nom binominal, nom vulgaire et citation d'auteurs      | Nom vulgaire anglais (langue officielle de Guernesey) | Origine et statut à Guernesey | Aire de répartition                    | Statut UICN mondial | Image           |
| ------------------------------------------------------ | ----------------------------------------------------- | ----------------------------- | -------------------------------------- | ------------------- | --------------- |
| Kogia breviceps (Cachalot pygmée) (Blainville, 1838)   | Pygmy sperm whale                                     | Autochtone                    | Aire de répartition du Cachalot pygmée | [ 36 ]              | Cachalot pygmée |
| Physeter macrocephalus (Grand Cachalot) Linnaeus, 1758 | Sperm whale                                           | Autochtone                    | Aire de répartition du Grand Cachalot  | [ 37 ]              | Grand Cachalot  |

## Ordre:Carnivores

### Famille:Phocidés
| Nom binominal, nom vulgaire et citation d'auteurs  | Nom vulgaire anglais (langue officielle de Guernesey) | Origine et statut à Guernesey | Aire de répartition                      | Statut UICN mondial | Image             |
| -------------------------------------------------- | ----------------------------------------------------- | ----------------------------- | ---------------------------------------- | ------------------- | ----------------- |
| Halichoerus grypus (Phoque gris) (Fabricius, 1791) | Grey seal                                             | Autochtone                    | Aire de répartition du Phoque gris       | [ 38 ]              | Phoque gris       |
| Phoca vitulina (Phoque veau marin) Linnaeus, 1758  | Harbor seal                                           | Autochtone                    | Aire de répartition du Phoque veau marin | [ 39 ]              | Phoque veau marin |

### Famille:Félidés
| Nom binominal, nom vulgaire et citation d'auteurs | Nom vulgaire anglais (langue officielle de Guernesey) | Origine et statut à Guernesey | Aire de répartition                 | Statut UICN mondial | Image        |
| ------------------------------------------------- | ----------------------------------------------------- | ----------------------------- | ----------------------------------- | ------------------- | ------------ |
| Felis silvestris (Chat sauvage) Schreber, 1777    | Wildcat                                               | Allochtone (Introduit)        | Aire de répartition du Chat sauvage | [ 41 ]              | Chat sauvage |